# Uitvaartverzekering
Een uitvaartverzekering is een verzekering tegen de kosten van een begrafenis of crematie. Bij het overlijden van de verzekerde wordt een geldbedrag uitgekeerd aan de nabestaanden waarmee zij (een deel van) de uitvaart kunnen bekostigen. Het is ook mogelijk dat de nabestaanden geen geld ontvangen, maar een vergoeding in natura, in de vorm van goederen en diensten die bij de uitvaart horen. 

## Nederland
In Nederland worden verschillende soorten uitvaartverzekeringen aangeboden. Er is een natura uitvaartverzekering, een kapitaal uitvaartverzekering, een combinatie uitvaartverzekering en de natura sommenverzekering. De meest voorkomende zijn de naturaverzekering en de kapitaalverzekering.

### Naturaverzekering
Een natura-uitvaartverzekering bestaat doorgaans uit een standaard dienstenpakket en vergoedt de kosten van de uitvaart tot maximaal het verzekerde bedrag. Nabestaanden hebben hierbij beperkte keuzevrijheid in hoe de uitvaart wordt ingevuld. 
Elke verzekeringsmaatschappij hanteert andere voorwaarden omtrent de kosten die onder de dekking van de verzekering vallen. Zo vallen bijvoorbeeld de grafrechten en de kosten voor een grafsteen of urn bij de ene maatschappij wel onder de dekking en bij de andere niet. 

### Kapitaalverzekering
Een kapitaal uitvaartverzekering keert een geldbedrag uit aan de begunstigde(n). Dit is vaak de familie of nabestaanden. Van dit geld kan de uitvaart betaald worden. De hoogte van het verzekerd bedrag is afhankelijk van de dekking die gekozen is bij het afsluiten van de verzekering.

### Fiscale aspecten
Een kapitaalverzekering die uitsluitend uitkeert bij overlijden, zoals een uitvaartverzekering in geld of natura, hoeft niet te worden opgegeven in box 3 als het maximaal verzekerde kapitaal niet meer bedraagt dan € 8.665 per verzekerde (stand 2024).
Ook als het verzekerd kapitaal boven deze grens ligt, maar de gezamenlijke waarde in het economisch verkeer van alle overlijdenspolissen samen niet meer dan € 8.665 bedraagt, geldt een vrijstelling. In dat geval hoeft de verzekering eveneens niet te worden opgegeven in box 3.

### Waardevaste uitvaartverzekering
De kosten van een uitvaart in Nederland bedroegen in 2023 gemiddeld € 8.500. Vanwege onder andere inflatie nemen de kosten van een uitvaart ieder jaar met enige procenten toe. Verzekeringsmaatschappijen bieden hun klanten daarom vaak de mogelijkheid te kiezen voor een waardevaste uitvaartverzekering. De waarde van de uitvaartverzekering blijft dan in gelijke verhouding met de kostprijs van een uitvaart. Waardevaste verzekeringen kenmerken zich door indexatie, winstdeling of periodieke stortingen.
Niet alle verzekeraars passen automatisch indexatie toe. Uit een onderzoek uit 2024 blijkt dat onder meer DELA, Monuta, GUV en a.s.r. standaard werken met indexatie, terwijl bijvoorbeeld EABN en De Laatste Eer Assen dat niet doen, waardoor de waarde van de polis na verloop van tijd mogelijk achterblijft bij de stijgende uitvaartkosten.

### Premies en voorwaarden
In de praktijk lopen de premies en polisvoorwaarden van uitvaartverzekeraars sterk uiteen. Factoren zoals leeftijd bij afsluiten, looptijd, type polis (natura of kapitaal) en de mogelijkheid tot indexatie spelen hierbij een rol. 

### Marktpenetratie
In Nederland heeft ongeveer 70% van de bevolking een vorm van een uitvaartverzekering. Dit cijfer is al enkele jaren stabiel.

### Geschiedenis
Vóór 2009 waren de premie voor een uitvaartverzekering en de kosten van een uitvaart in Nederland als buitengewone uitgave aftrekbaar in box 1. Het fiscaal voordeel kon slechts eenmalig worden behaald, óf bij de begrafeniskosten, óf bij de koopsompolis.

## België
In België is er geen strikt onderscheid tussen kapitaal- en natura-uitvaartverzekering. Beide vormen vallen onder de zogenaamde tak 21-verzekeringen. Afhankelijk van de verzekeringsmaatschappij kan de begunstiging een natuurlijk dan wel rechtspersoon zijn. Bijvoorbeeld de uitvaartondernemer.